# Sàn Giao dịch Chứng khoán Bombay
BSE Limited, còn được gọi là Bombay Stock Exchange (Sàn Giao dịch Chứng khoán Bombay, BSE) là một sàn giao dịch chứng khoán Ấn Độ và là sàn giao dịch chứng khoán hàng đầu thuộc quyền sở hữu của Bộ Tài chính, Chính phủ Ấn Độ. BSE có trụ sở nằm trên Phố Dalal ở Mumbai. Được thành lập vào năm 1875 bởi nhà buôn bán sợi bông Premchand Roychand, một doanh nhân Kỳ Na giáo, đây là sàn giao dịch chứng khoán lâu đời nhất ở châu Á, và cũng là sàn lâu đời thứ mười trên thế giới. BSE là sàn giao dịch chứng khoán lớn thứ 8 với tổng giá trị vốn hóa thị trường trên thế giới là hơn ₹276.713 lakh crore, tính đến tháng 1 năm 2022.
Không giống như các quốc gia như Hoa Kỳ, nơi gần 70% GDP của đất nước đến từ các công ty lớn trong khu vực doanh nghiệp như Apple và Tesla, khu vực doanh nghiệp ở Ấn Độ chỉ chiếm 12–14% GDP quốc gia (tính đến tháng 10 năm 2016). Trong số này chỉ có 7.400 công ty được niêm yết, trong đó chỉ có 4000 giao dịch trên thị trường chứng khoán tại BSE và NSE. Do đó, giao dịch cổ phiếu tại BSE và NSE chỉ chiếm khoảng 4% nền kinh tế Ấn Độ, một nền kinh tế bắt nguồn phần lớn từ hoạt động liên quan đến thu nhập từ khu vực phi tổ chức và chi tiêu hộ gia đình.